# Natació als Jocs Olímpics d'estiu de 2012 - 200 metres papallona masculins
La prova dels 200 metres papallona masculins dels Jocs Olímpics d'Estiu de 2012 es va disputar el 30 i 31 de juliol al London Aquatics Centre.

## Rècords
Abans de la prova els rècords del món i olímpic existents eren els següents:
| Rècord del món | 1:51.51 | Michael Phelps (USA) | 29 de juliol de 2009 | Roma (Itàlia) | [ 2 ] [ 3 ] |
| Rècord olímpic | 1:52.03 | Michael Phelps (USA) | 13 d'agost de 2008   | Pequín (Xina) | [ 4 ]       |

Durant la competició no es va batre cap d'aquests rècords.

## Medallistes
| Or                 | Plata                | Bronze                |
| Chad le Clos (RSA) | Michael Phelps (USA) | Takeshi Matsuda (JPN) |

## Resultats

### Sèries
| Pos | Sèrie | Línia | Nom                        | Temps   | Notes |
| --- | ----- | ----- | -------------------------- | ------- | ----- |
| 1   | 5     | 3     | Dinko Jukić (AUT)          | 1:54.79 | Q     |
| 2   | 5     | 6     | Tyler Clary (USA)          | 1:54.96 | Q     |
| 3   | 3     | 7     | Velimir Stjepanović (SRB)  | 1:54:99 | Q, NR |
| 4   | 3     | 3     | Chad le Clos (RSA)         | 1:55.23 | Q     |
| 5   | 5     | 4     | Michael Phelps (USA)       | 1:55.53 | Q     |
| 6   | 3     | 5     | Chen Yin (CHN)             | 1:55.60 | Q     |
| 7   | 3     | 6     | Kazuya Kaneda (JPN)        | 1:55.70 | Q     |
| 8   | 4     | 4     | Takeshi Matsuda (JPN)      | 1:55.81 | Q     |
| 9   | 4     | 3     | László Cseh (HUN)          | 1:55.86 | Q     |
| 10  | 3     | 4     | Wu Peng (CHN)              | 1:55.88 | Q     |
| 11  | 5     | 2     | Paweł Korzeniowski (POL)   | 1:56.09 | Q     |
| 12  | 5     | 5     | Nick D'Arcy (AUS)          | 1:56.25 | Q     |
| 13  | 4     | 5     | Bence Biczó (HUN)          | 1:56.51 | Q     |
| 14  | 5     | 1     | Chris Wright (AUS)         | 1:56.69 | Q     |
| 15  | 4     | 1     | Nikolay Skvortsov (RUS)    | 1:56.76 | Q     |
| 16  | 3     | 1     | Ioannis Drymonakos (GRE)   | 1:56.97 | Q     |
| =17 | 4     | 6     | Kaio Almeida (BRA)         | 1:56.99 |       |
| =17 | 3     | 2     | Joe Roebuck (GBR)          | 1:56.99 |       |
| 19  | 4     | 7     | Marcin Cieślak (POL)       | 1:57.07 |       |
| 20  | 5     | 7     | Roberto Pavoni (GBR)       | 1:57.55 |       |
| 21  | 4     | 2     | Leonardo Deus (BRA)        | 1:58.03 |       |
| 22  | 2     | 3     | Pedro Oliveira (POR)       | 1:58.45 |       |
| 23  | 4     | 8     | Stefanos Dimitriadis (GRE) | 1:58.79 |       |
| 24  | 3     | 8     | Robert Zbogar (SVN)        | 1:58.99 |       |
| 25  | 2     | 8     | Mauricio Fiol (PER)        | 1:59.02 |       |
| 26  | 5     | 8     | Joseph Schooling (SIN)     | 1:59.18 |       |
| 27  | 2     | 1     | Marcos Lavado (VEN)        | 1:59.31 |       |
| 28  | 2     | 2     | Illya Chuyev (UKR)         | 1:59.65 |       |
| 29  | 2     | 5     | Alexandru Coci (ROU)       | 1:59.67 |       |
| 30  | 2     | 7     | Hsu Chi-Chieh (TPE)        | 1:59.81 |       |
| 31  | 2     | 6     | David Sharpe (CAN)         | 1:59.87 |       |
| 32  | 1     | 4     | Gal Nevo (ISR)             | 1:59.98 |       |
| 33  | 2     | 4     | Alexandre Liess (SUI)      | 2:00.13 |       |
| 34  | 1     | 3     | Omar Pinzon (COL)          | 2:02.32 |       |
| 35  | 1     | 6     | Diego Castillo (PAN)       | 2:04.72 |       |
| 36  | 1     | 5     | Yousef Al-Askari (KUW)     | 2:05.41 |       |
| 37  | 1     | 2     | Hocine Haciane (AND)       | 2:06.37 |       |

NR - Rècord nacional

### Semifinal

#### Semifinal 1
| Pos | Línia | Nom                      | Temps   | Notes |
| --- | ----- | ------------------------ | ------- | ----- |
| 1   | 6     | Takeshi Matsuda (JPN)    | 1:54.25 | Q     |
| 2   | 5     | Chad le Clos (RSA)       | 1:54.34 | Q, AF |
| 3   | 3     | Chen Yin (CHN)           | 1:54.43 | Q     |
| 4   | 4     | Tyler Clary (USA)        | 1:54.93 | Q     |
| 5   | 2     | Peng Wu (CHN)            | 1:55.65 |       |
| 6   | 7     | Nick D'Arcy (AUS)        | 1:56.07 |       |
| 7   | 8     | Ioannis Drymonakos (GRE) | 1:58.05 |       |
| 8   | 1     | Chris Wright (AUS)       | 1:58.56 |       |

AF - Rècord d'Àfrica

#### Semifinal 2
| Pos | Línia | Nom                       | Temps   | Notes |
| --- | ----- | ------------------------- | ------- | ----- |
| 1   | 3     | Michael Phelps (USA)      | 1:54.53 | Q     |
| 2   | 4     | Dinko Jukić (AUT)         | 1:54.95 | Q     |
| 3   | 7     | Paweł Korzeniowski (POL)  | 1:55.04 | Q     |
| 4   | 5     | Velimir Stjepanović (SRB) | 1:55.13 | Q     |
| 5   | 1     | Bence Biczó (HUN)         | 1:55.36 |       |
| 6   | 6     | Kazuya Kaneda (JPN)       | 1:55.56 |       |
| 7   | 2     | László Cseh (HUN)         | 1:55.88 |       |
| 8   | 8     | Nikolay Skvorstov (RUS)   | 1:56.53 |       |

### Final
| Pos               | Línia | Nom                       | Temps   | Notes |
| ----------------- | ----- | ------------------------- | ------- | ----- |
| Medalla d'or      | 5     | Chad le Clos (RSA)        | 1:52.96 | AF    |
| Medalla de plata  | 6     | Michael Phelps (USA)      | 1:53.01 |       |
| Medalla de bronze | 4     | Takeshi Matsuda (JPN)     | 1:53.21 |       |
| 4                 | 7     | Dinko Jukic (AUT)         | 1:54.35 | NR    |
| 5                 | 2     | Tyler Clary (USA)         | 1:55.06 |       |
| 6                 | 8     | Velimir Stjepanović (SRB) | 1:55.07 |       |
| 7                 | 1     | Paweł Korzeniowski (POL)  | 1:55.08 |       |
| 8                 | 3     | Chen Yin (CHN)            | 1:55.18 |       |

NR - Rècord nacional / AF - Rècord d'Àfrica